# Actifs fixes
Les actifs fixes sont les actifs corporels ou incorporels issus de processus de production et utilisés de façon répétée ou continue dans d'autres processus de production pendant au moins un an.
Les actifs fixes sont une notion de comptabilité nationale. Ils font partie de la nomenclature des actifs non financiers.
La comptabilité nationale utilise la notion d'actifs fixes pour le calcul de la formation brute de capital fixe.
Les actifs fixes ne doivent pas être confondus avec la notion de bien durable. Par exemple, un véhicule automobile avec moteur à explosion est un actif fixe pour une entreprise, mais il n'est pas durable au sens de la définition du développement durable, car il émet des gaz à effet de serre, et il n'est pas conforme aux exigences de durabilité sur le pilier environnemental.